# Anna Åkerhjelm
Anna Månsdotter Agriconica, o Anna Åkerhielm (Nyköping, Suècia, 1642 - Stade, Alemanya, 11 de febrer de 1698) va ser una escriptora, viatjera i arqueòloga sueca.
Filla dels clergues, Magnus Jonae Agriconnius i Sofia Kempe, Anna va rebre la seva primera educació a casa dels seus pares, i va mostrar des del principi un talent especial amb els estudis, i especialment amb els idiomes. Amb el temps, coneixeria la majoria de les llengües europees. Va quedar òrfena, encara adolescent, i va créixer amb els seus germans.
Va escriure una obra força inusual per a una dona de la seva època, un diari de viatges i de guerra. Com a amiga íntima i dama de companyia de Catharina Charlotta de la Gardie, esposa del mariscal del camp Otto W. Königsmarck, que el 1686 es va convertir en comandant en cap de l'exèrcit de la República de Venècia, les dues dones l'acompanyaven, durant les seves croades contra els turcs. La guerra els va portar de Venècia a Atenes i Anna Åkerhielm va conèixer bé les estratègies de guerra i militars. Anna guardava un diari, un llibre de viatges, durant la seva etapa a Grècia. En aquesta va anotar les batalles, però també les investigacions científiques que ella i Catherine van fer a les antigues ruïnes. Aquest llibre de viatges és un dels més antics de Sueca, i és considerat com el diari en llengua sueca més interessant del segle xvii escrit per una dona.
El seu germà Samuel va incloure alguns d'aquests relats als diaris suecs de l'època, fet que va portar a Anna a convertir-se en la primera corresponsal de guerra sueca. Durant aquestes incursions a les runes del Partheon, Anna va trobar un manuscrit àrab, que va donar a la Universitat d'Uppsala en tornar a Suècia.